# Vlastimil Bubník
Vlastimil Bubník, češki hokejist in nogometaš, * 18. marec 1931, Kelč, Češka, † 6. januar 2015, Brno.
Bubník je v češkoslovaški ligi igral za klube ATK Praha, HC Vítkovice, Rudá hvězda Brno in ZKL Brno, skupno je osvojil dvanajst naslovov državnega prvaka. Za češkoslovaško reprezentanco je igral na štirih olimpijskih igrah, kjer je bil dobitnik ene bronaste medalje, ter več svetovnih prvenstvih. Za reprezentanco je dosegel 121 golov, več let je bil tudi kapetan.
Kot nogometaš je igral za klub RH Brno, za češkoslovaško reprezentanco je v enajstih nastopih dosegel štiri gole. 